# Majdanpek

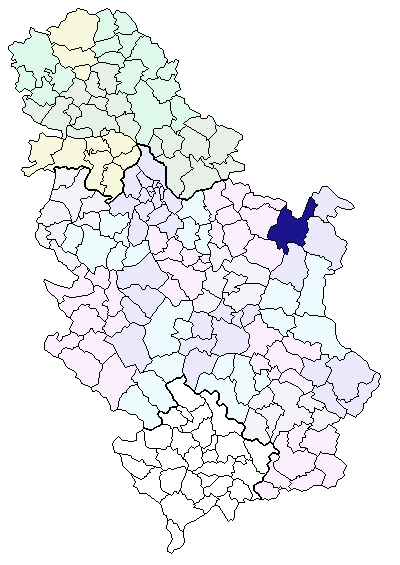
Majdanpek i Serbien

Majdanpek (serbiska (kyrilliska): Мајданпек) är en stad och kommun i östra Serbien. Staden har 10 000 invånare (kommunen har 24 000).
Staden är känd för sina koppargruvor som upptäcktes på 1600-talet.

## Orter
stående
Följande orter ligger i Majdanpek kommun:
- Boljetin (Бољетин)
- Crnajka (Црнајка)
- Debeli Lug (Дебели Луг)
- Donji Milanovac (Доњи Милановац)
- Golubinje (Голубиње)
- Jasikovo (Јасиково)
- Klokočevac (Клокочевац)
- Leskovo (Лесково)
- Miroč (Мироч)
- Mosna (Мосна)
- Rudna Glava (Рудна Глава)
- Topolnica (Тополница)
- Vlaole (Влаоле)